# Leptochilus republicanus
Leptochilus republicanus  (лат.) — вид одиночных ос из семейства Vespidae.

## Распространение
Встречаются в Северной Америке: Канада (Онтарио), США.

## Описание
Длина переднего крыла 5,5—6,5 мм. Окраска тела в основном чёрная с жёлтыми отметинами. Гнёзда строят в ветвях Rhus и Sambucus. Для кормления своих личинок добывают в качестве провизии личинок жуков из семейств Chrysomelidae, Buprestidae и Curculionidae.